# Kvalturnering i Europa till damernas turnering i fotboll vid olympiska sommarspelen 2016
Kvalturnering i Europa till damernas turnering i fotboll vid olympiska sommarspelen 2016 spelades i Nederländerna mellan 2 och 9 mars.

## Bakgrund
Världsmästerskapet 2015 fungerade också som det europeiska kvalet till OS 2016 där tre bästa europeiska länderna skulle kvalificera sig för OS. England hamnade på en av dessa platser och eftersom de inte deltar som självständig nation i OS blev Europas tredje kvalplats inte fylld. Sverige, Norge, Nederländerna och Schweiz åkte alla ut i åttondelsfinalerna och spelade därför om den sista platsen i en extra OS-kvalturnering.

## Resultat[2]
| Nr | Lag           | S | V | O | F | GM | IM | MS | P |
| -- | ------------- | - | - | - | - | -- | -- | -- | - |
| 1  | Sverige       | 3 | 2 | 1 | 0 | 3  | 1  | +2 | 7 |
| 2  | Nederländerna | 3 | 1 | 1 | 1 | 6  | 8  | −2 | 4 |
| 3  | Schweiz       | 3 | 1 | 0 | 2 | 5  | 6  | −1 | 3 |
| 4  | Norge         | 3 | 1 | 0 | 2 | 5  | 4  | +1 | 3 |

| 1           | 2 mars 2016 | Norge | 0 – 1           | Sverige      | Stadion Woudestein |           |
| 19.30 UTC+1 | 19.30 UTC+1 |       | (0 – 1) Rapport | Dahlkvist 3′ | Rotterdam          | Rotterdam |
| 19.30 UTC+1 | 19.30 UTC+1 |       |                 |              | Rotterdam          | Rotterdam |
| 19.30 UTC+1 | 19.30 UTC+1 |       |                 |              | Rotterdam          | Rotterdam |

| 2           | 2 mars 2016 | Schweiz                        | 3 – 4           | Nederländerna                                                   | Kyocera Stadion |      |
| 19.30 UTC+1 | 19.30 UTC+1 | Humm 4′ Kiwic 74′ Bachmann 83′ | (1 – 2) Rapport | Melis 29′ (str.) Miedema 56′ van den Berg 61′ van de Sanden 63′ | Haag            | Haag |
| 19.30 UTC+1 | 19.30 UTC+1 |                                |                 |                                                                 | Haag            | Haag |
| 19.30 UTC+1 | 19.30 UTC+1 |                                |                 |                                                                 | Haag            | Haag |

| 3           | 5 mars 2016 | Norge                                        | 4 – 1           | Nederländerna | Sparta Stadion Het Kasteel |           |
| 19.30 UTC+1 | 19.30 UTC+1 | Haavi 30′ Mjelde 61′ Ad.Hegerberg 82′, 90+1′ | (1 – 0) Rapport | Melis 67′     | Rotterdam                  | Rotterdam |
| 19.30 UTC+1 | 19.30 UTC+1 |                                              |                 |               | Rotterdam                  | Rotterdam |
| 19.30 UTC+1 | 19.30 UTC+1 |                                              |                 |               | Rotterdam                  | Rotterdam |

| 4           | 5 mars 2016 | Sverige   | 1 – 0           | Schweiz | Stadion Woudestein |           |
| 19.30 UTC+1 | 19.30 UTC+1 | Seger 44′ | (1 – 0) Rapport |         | Rotterdam          | Rotterdam |
| 19.30 UTC+1 | 19.30 UTC+1 |           |                 |         | Rotterdam          | Rotterdam |
| 19.30 UTC+1 | 19.30 UTC+1 |           |                 |         | Rotterdam          | Rotterdam |

| 5           | 9 mars 2016 | Schweiz                | 2 – 1           | Norge        | Stadion Woudestein |           |
| 19.30 UTC+1 | 19.30 UTC+1 | Mauron 32′ Kiwic 90+3′ | (1 – 1) Rapport | C.Hansen 10′ | Rotterdam          | Rotterdam |
| 19.30 UTC+1 | 19.30 UTC+1 |                        |                 |              | Rotterdam          | Rotterdam |
| 19.30 UTC+1 | 19.30 UTC+1 |                        |                 |              | Rotterdam          | Rotterdam |

| 6           | 9 mars 2016 | Nederländerna | 1 – 1           | Sverige     | Sparta Stadion Het Kasteel |           |
| 19.30 UTC+1 | 19.30 UTC+1 | Miedema 5′    | (1 – 1) Rapport | Schough 45′ | Rotterdam                  | Rotterdam |
| 19.30 UTC+1 | 19.30 UTC+1 |               |                 |             | Rotterdam                  | Rotterdam |
| 19.30 UTC+1 | 19.30 UTC+1 |               |                 |             | Rotterdam                  | Rotterdam |